# 楠目玄

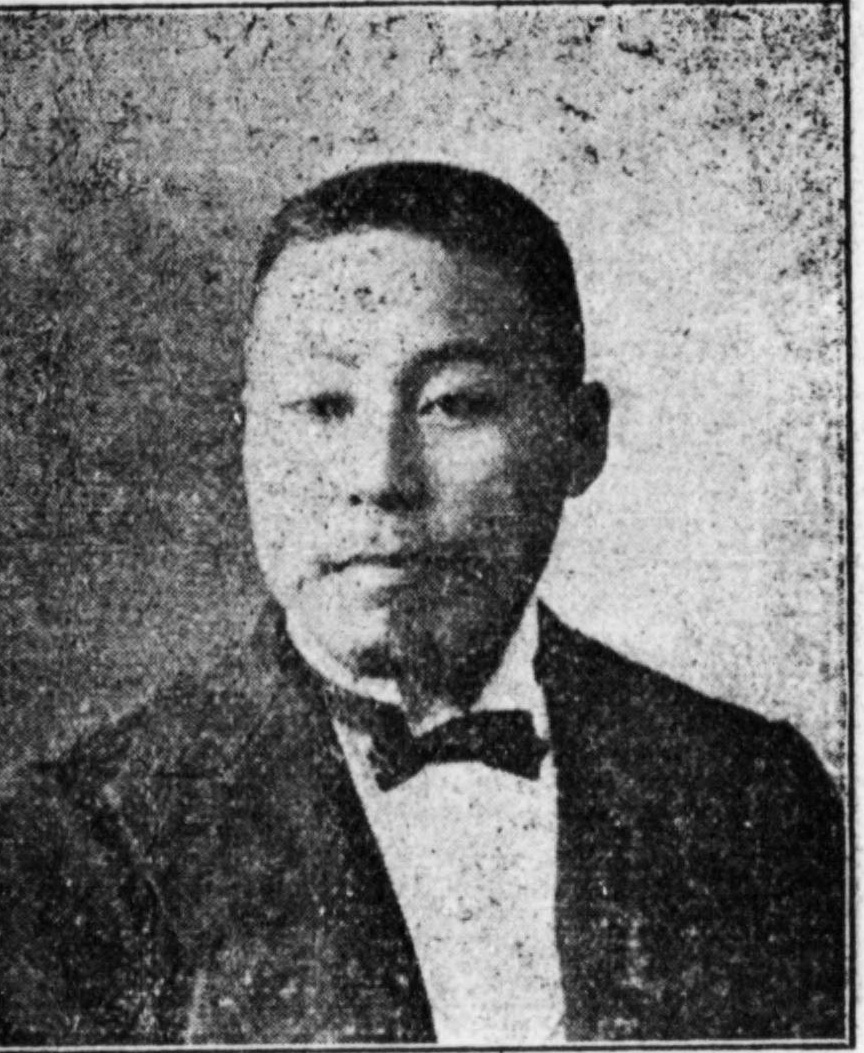
楠目玄

楠目 玄（くずめ / くすめ げん、1862年7月13日（文久2年6月17日）- 1938年（昭和13年）1月7日）は、明治から昭和前期の農業経営者、政治家、自由民権運動家。衆議院議員、高知県香美郡大楠植村長。初名・馬太郎。

## 来歴
土佐国香美郡楠目村（高知県香美郡大楠植村大字楠目、土佐山田町を経て現香美市土佐山田町楠目）で、楠目久米作、兼の長男として生まれる。小学校、旧制中学校を卒業。農業を営む。
1882年（明治15年）から自由民権運動に加わり、1887年（明治20年）政談演説会弁士として活動した。同年、香美郡63カ村総代として三大事件建白運動で上京し、保安条例違反として退去命令を受けたが拒否したため投獄された。1889年（明治22年）大赦令により出獄し、帰郷して大楠植村長に就任し「玄」に改名した。1891年（明治24年）高知県会議員に就任。その他、香美郡会議員、同議長も務めた。同年12月、衆議院が解散すると民党と吏党の対立が激化。熾烈な選挙戦の中、放火や脅迫、新聞の発行停止、演説会の中止などの選挙干渉事件が起きた。

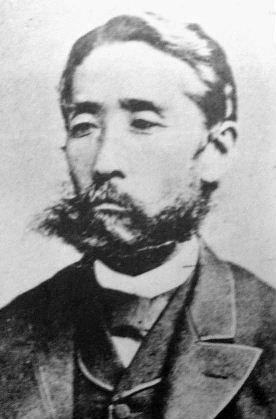
板垣退助（1886年頃撮影）

1892年（明治25年）2月12日、板垣退助が第2回衆議院議員総選挙のための関西遊説中、神戸三ノ宮で拳銃を持った兇漢に命を狙われた明治25年板垣退助暗殺未遂事件が起きると、楠目も板垣に近い人物と目され、反対派に斬られ重傷を負った。
1894年（明治27年）日清戦争では新聞記者として従軍した。帰国後、東京法学院（英吉利法律学校後身、現中央大学）で法律を学び、1899年（明治32年）に卒業した。
1902年（明治35年）8月の第7回衆議院議員総選挙で高知県郡部から無所属で出馬して初当選し立憲政友会から除名された。1904年（明治37年）1月の第9回総選挙（高知県郡部）では板垣退助の新興自由党から出馬して再選された。1906年（明治39年）政友会に戻り衆議院議員に通算2期在任した。
1907年（明治40年）、板垣退助の興した「社会改良会」の顧問に就任した。